# Brookfield Corporation
Brookfield Corporation — канадская инвестиционная компания, её размер активов под управлением по состоянию на конец 2022 года составлял около 800 млрд долларов. Основные сферы интересов — энергетика, недвижимость и ЦОДы (через дочернюю компанию Brookfield Infrastructure Partners).

## История
Компания начала свою историю в 1899 году в качестве подрядчика для развития электроэнергетики и трамвайного транспорта в Сан-Паулу (Бразилия). В 1904 году была создана компания того же профиля в Рио-де-Жанейро. В 1912 году их объединила зарегистрированная в Торонто холдинговая компания Brazilian Traction, Light and Power Company (с 1969 года — Brascan). Вторым основным предшественником был холдинг Edper, основанный также в Торонто а 1954 году; его основали братья Эдвард и Питер Бронфман на средства, вырученные от продажи доли в производителе канадского виски Seagram. Холдинг начал приобретать активы в различных отраслях — недвижимость, финансы, добыча полезных ископаемых, лесозаготовки и др. В 1979 году холдингом была поглощена Brascan.
К концу 1980-х годов братья Бронфман собрали один из крупнейших канадских конгломератов, включавший 150 компаний с около 100 тыс. сотрудников и активами 120 млрд долларов. Крупнейшими составляющими были Hees International Bankcorp (банк), John Labatt (спиртные напитки), MacMillan Bloedel (деревообработка), Royal Trustco (финансы), Noranda (горнодобывающая промышленность), Royal LePage (операции с недвижимостью), Carena (спорт и недвижимость). Положение конгломерата сильно ухудшилось с началом рецессии в экономике Канады в первой половине 1990-х годов. В 1993 году были проданы MacMillan Bloedel и Labatt. В то же время другая канадская группа, Olympia and York, оказалась на грани банкротства, и Edper приобрела её солидное портфолио недвижимости в Нью-Йорке, включая Брукфилд-Плейс. В 1997 году группа Edper сменила название на EdperBrascan Corporation, в 2000 году — на Brascan Corporation, в 2005 году — на Brookfield Asset Management Inc. В 2000 году компания разместила свои акции на Нью-Йоркской фондовой бирже.
В 2006 году была куплена компания Trizec Properties (за 8,9 млрд долларов в партнёрстве с Blackstone Group). В 2007 году была куплена австралийская компания Multiplex, крупный международный строительный подрядчик; сумма сделки составила 3,5 млрд долларов. В 2012 году было создано совместное предприятие с Johnson Controls по обслуживанию объектов недвижимости в Австралии и Новой Зеландии; оно получило название Brookfield Johnson Controls. В 2015 году доля партнёра была выкуплена, и оно было переименовано в Brookfield Global Integrated Solutions.
В 2014 году в Бразилии начался коррупционный скандал, но, в отличие от других иностранных инвесторов, Brookfield не только не ушла из страны, но и занялась приобретением новых активов, на это с 2013 по 2018 год было потрачено около 10 млрд долларов, из них 5,2 млрд — на сеть газопроводов компании Petrobras в 2016 году.
В 2015 году была куплена Canary Wharf Group, управляющая офисной недвижимостью в лондонском деловом квартале Канэри-Уорф.
В 2018 году за 4,6 млрд долларов была куплена обанкротившаяся Westinghouse Electric Company, американская компания по строительству и обслуживанию ядерных реакторов (с 2007 года она принадлежала японской корпорации Toshiba). Также в 2018 году за 15 млрд долларов была куплена компания GGP Inc., занимавшаяся управлением торговыми центрами; она занимала второе место в США в этой сфере, под её контролем было 125 торговых центров в 40 штатах. Ещё одним приобретением 2018 года стал оператор недвижимости Forest City Realty Trust (за 11,4 млрд долларов). В марте 2019 года был куплен контрольный пакет акций американской компании по управлению активами Oaktree Capital Management; за 62 % акций Oaktree было заплачено 4,8 млрд долларов. Также в 2019 году Brookfield купила индийскую сеть отелей The Leela.
В 2020 году Марк Карни ушёл с поста управляющего Банка Англии, заняв пост вице-президента Brookfield Asset Management по экологическому, социальному и корпоративному управлению. В августе 2022 года было достигнуто соглашение с Intel о расширении завода по производству микросхем в Чандлере (Аризона), стоимость проекта составила 30 млрд долларов. В декабре 2022 года название Brookfield Asset Management было изменено на Brookfield Corporation, биржевые тикеры на фондовых рынках Торонто и Нью-Йорка были изменены с BAM на BN; тогда же была создана новая компания Brookfield Asset Management, которой был передан бизнес по управлению активами.

## Руководство
- Фрэнк МакКенна (Frank McKenna, род. 19 января 1948 года) — председатель совета директоров с 2010 года, также вице-председатель Toronto-Dominion Bank; в прошлом был премьером Нью-Брансуика (1987—1997) и послом Канады в США (2005—2006).
- Брюс Флэтт (Bruce Flatt, род. в 1965 году) — генеральный директор (CEO) с 2002 года, в компании с 1990 года; с личным состоянием 3 млрд долларов входит в тысячу самых богатых людей мира[18].
- Николас Гудмэн (Nicholas Goodman) — президент и главный финансовый директор (CFO).

## Деятельность
Компания присутствует в 30 странах, в ней работает 2500 специалистов по инвестициям, в контролируемых компаниях более 200 тыс. сотрудников.
Подразделения по состоянию на 2022 год:
- Управление активами — около 800 млрд долларов под управлением, 4 % выручки;
- Возобновляемая энергетика — инвестиции в солнечные, ветряные и гидроэлектростанции через компанию Brookfield Renewable Partners (в ней доля 48 % акций, остальные котируются на бирже), 5 % выручки;
- Инфраструктура — инвестиции в транспортную, информационную и энергетическую инфраструктуру[пол.] (трубопроводы, линии электропередач, портовые терминалы, платные дороги, железные дороги, дата-центры[3][20][21], телекоммуникационные вышки и др.) через компанию Brookfield Infrastructure Partners (в ней доля 28 %), 15 % выручки;
- Частные инвестиции — вложение средств (а том числе собственных) в частные компании в различных отраслях через компанию Brookfield Business Partners (в ней доля 65 %), 61 % выручки;
- Недвижимость — большое портфолио офисной, торговой и жилой недвижимости в разных странах мира, контролируемое через Brookfield Property Group (доля 100 %), 14 % выручки.

Регионы деятельности:
- Северная Америка — активы под управлением $479 млрд, выручка в США — $24,7 млрд, в Канаде — $10,8 млрд;
- Южная Америка — активы под управлением $50 млрд, выручка в Бразилии — $5,3 млрд, Колумбии — $2,1 млрд;
- Европа и Ближний Восток — активы под управлением $149 млрд, выручка в Великобритании — $25,1 млрд, в Германии — $1,9 млрд, других странах — $9,1 млрд;
- Азиатско-Тихоокеанский регион — активы под управлением $114 млрд, выручка в Австралии — $6,0 млрд, Индии — $2,7 млрд, других странах — $3,0 млрд.

Brookfiel заняла 150-е место в списке крупнейших публичных компаний мира Forbes Global 2000 за 2023 год. В списке Fortune Global 500 компания оказалась на 117-м месте.